# Mysidopsis kenyana
Mysidopsis kenyana är en kräftdjursart som beskrevs av Mihai Bacescu och Vasilescu 1973. Mysidopsis kenyana ingår i släktet Mysidopsis och familjen Mysidae. Inga underarter finns listade i Catalogue of Life.